# Arteria gástrica posterior
La arteria gástrica posterior o arteria esofagocardiotuberositaria es una arteria que se origina en la arteria esplénica. No presenta ramas importantes. Junto con las arterias gastro-omental izquierda y derecha, la gastroesofágica anterior (rama de la gástrica izquierda) y las gástricas cortas, forma parte del círculo arterial de la curvatura mayor del estómago.

## Distribución
Se distribuye hacia la pared posterior del estómago.